# Hypostomus luteus
Hypostomus luteus är en fiskart som först beskrevs av Godoy, 1980.  Hypostomus luteus ingår i släktet Hypostomus och familjen Loricariidae. IUCN kategoriserar arten globalt som livskraftig. Inga underarter finns listade i Catalogue of Life.